# Ruslán Skrýnnikov
Ruslán Grigórievich Skrýnnikov (en ruso: Руслáн Григóрьевич Скрынников; Kutaisi, 8 de enero de 1931 - San Petersburgo, 13 de junio de 2009) fue un historiador soviético y ruso, que ejerció como profesor en la Universidad Estatal de San Petersburgo.

## Biografía
Nació en Kutaisi, en la República Socialista Soviética de Georgia, en la Unión Soviética el 8 de enero de 1931. Su padre, Grigori Ivánovich Skrýnnikov, trabajaba como ingeniero en la central hidroeléctrica de la ciudad sobre el río Rioni. Su madre, Serafima Aleksándrovna, era maestra de química. En 1948 ingresó en la facultad de Historia de la Universidad Estatal de Leningrado, donde se especializó en historia medieval y adquirió un interés especial en la época de Iván IV y su Opríchnina.
En 1953 se doctoró en la Universidad Estatal de Pedagogía Herzen, defendiendo la tesis Desarrollo económico de las fincas en Nóvgorod a finales del siglo XV e inicio del XVI. En 1960 entró como profesor en la facultad de historia de la misma universidad. En ese periodo Skrýnnikov se dedicaba de forma simultánea a la enseñanza y a la investigación, dedicando seis años a la recolección de datos y materiales para su siguiente monografía, publicada en 1966, Nachalo opríchnina ("El comienzo de la opríchnina"). Al año siguiente defendió la disertación doctoral Opríchnina Ivana Groznogo ("La Opríchnina de Iván el Terrible". En 1969 publicó su monografía Opríchnini terror ("El terror de la Opríchnina"). En estos trabajos Skrýnnikov realizó una revisión completa del desarrollo político de Rusia en el siglo XVI y demostró que la opríchnina no era una unidad política con principios únicos. Según Skrýnnikov, en la primera etapa de la opríchnina, que dura alrededor de un año, el golpe se concentra en los kniaz, mientras que entre 1567 y 1572 Iván sometió al terror a la nobleza de Nóvgorod y a las partes superiores de la burocracia de los prikaz, la parte de la población que componía el soporte de la monarquía, un absurdo.
En 1973 el profesor Skrýnnikov fue invitado por la facultad de historia de la Universidad Estatal de Leningrado. Durante casi dos décadas investigaría allí la época de Iván el Terrible desde todos los puntos de vista: política social y exterior, economía y la conquista de Siberia. Estas investigaciones se publicaron en las monografías Tsartsve terrora ("El reino del terror", 1992), Traguedii Novgoroda ("La tragedia de Nóvgorod", 1994), Krushenni tsartsva ("El naufragio del reino", 1995) y Velikom gosudare Ioanne Vasilieviche Groznom ("El gran soberano Ioann Vasílievich el Terrible", 1997, 2 tomos).
Sus principales campos de estudios fueron la opríchnina y el Período Tumultuoso, sobre el que escribió asimismo algunos libros, entre los cuales el más conocido es Tsar Borís i Dmitri Samozvanets ("El zar Borís y Dmitri I el Impostor", 1997). Los intereses multilaterales de Skrýnnikov se revelan el su significativa monografía Duel Pushkina ("El duelo de Pushkin", 1999) y el libro de texto Historia rosiskaya IX-XVII vv. ("Historia de Rusia en los siglos IX-XVII", 1997). Escribió más de cincuenta monografías y libros, centenares de artículos de historia rusa en las principales revistas científicas, literarias y político-sociales. Su obra ha sido traducida al inglés (4 monografías), al polaco (2 monografías), al alemán, al húngaro, al italiano, al japonés y al chino. Participó en los congresos mundiales de Harrogate (Inglaterra, en 1990) y Varsovia (1995), en conferencias internacionales y seminarios de la Sorbona, la Universidad de Venecia, Universidad de Tokio, Budapest, Cracovia y muchas otras. Fue invitado por la Academia Británica y profesor invitado en varias universidades europeas. Por su contribución al país, fue declarado Personalidad emérita de la Ciencia de la Federación Rusa (1997). Una de sus últimas monografías, Iván III, fue publicada en 2006.
Skrýnnikov se casó con Lidia Nikoláyevna Semiónova, quien colaboró estrechamente con Skrýnnikov en sus trabajos. La pereja, tuvo un hijo, Nikolái, ingeniero físico nuclear, y una hija, Lidia, bióloga.

## Obra
- Nachalo opríchnini. Leningrado, Izdateltsvo LGU, 1966, 418 pp.
- Opríchnini terror. Leningrado, 1969
- Iván Grozni. Moscú: Nauka, 1980. 248 pp. 75 000 ejemplares.
- Rossiya nakanune " Smutnogo vremeni. Moscú: Mysl, 1981. 206 pp. 50 000 ejemplares
- Borís Godunov. Academic International Press, 1982. 177 pp. ISBN 0-87569-046-7
- Sibirskaya ekspeditsia Yermaka. Novosibirsk: Nauka, Sib. ots-nie, 1982. 320 pp.
- Sibirskaya ekspeditsia Yermaka. AN SSSR Sib. otd-nie, In-t istori, filologui i filosofi, Novosibirsk, 1986 320 pp.
- Smuta v Rosi v nachale XVII v. Iván Volotnikov. Leningrado: Nauka, 1988. ISBN 5-02-027218-3
- Sviyateli i vlasti. Leningrado: Lenizdat, 1990 352 pp. ISBN 5-289-00565-X (обл.)
- Tsarstvo terrora. San Petersburgo, 1992 576 pp.
- Yermak. Moscú: Prosveshchenie, 1992 160 pp. ISBN 5-09-003828-7
- Traguediya Novgoroda. Izd-vo im. Sabashnikovyj, 1994 187 pp. ISBN 5-8242-0033-5
- Treti Rim. San Petersburgo: Dmitri Bulanin, 1994 (Studiorum Slavicorum Monumenta ; tomo 2). — ISBN 5-86007-011-X
- Krushenie tsartsva. Moscú: Armada, 1995. 493 pp. ISBN 5-7632-0066-7
- Veliki godusar Ioann Vasilievich Grozni en 2 tomos. Smolensk: Rusich, 1996.
- Istoriya Rosiskaya IX-XVII vv. Moscú: Ves Mir, 1997 496 pp. (STUDIO ET LECTIO). — ISBN 5-7777-009-8
- Tsar Borís i Dmitri Samozvanets. Smolensk:Rusich, 1997. 622 pp. ISBN 5-88590-553-3
- Duel Pushkina San Petersburgo, Blits, 1999 365 pp. ISBN 5-86789-044-9
- Rus, IX-XVII veka. San PEtersburgo: Piter, 1999, 341 pp ISBN 5-314-00116-0
- Iván III. Moscú: AST Tranzitkniga, 2006 285 pp.
- Ruskaya istoriya IX-XVII vekov. San Petersburgo: Izdatelstvo SPBGU, 2006. 582 pp. ISBN 5-288-04011-7
- Minin i Pozharski. Moscú: Molodnaya gvardiya, 2007 368 pp. ISBN 978-5-235-03010-741